# Cuno Hoffmeister
Pour les articles homonymes, voir Hoffmeister.
Cuno Hoffmeister (né le 2 février 1892 à Sonneberg et mort le 2 janvier 1968 dans la même ville) est un astronome allemand.

## Biographie
Cuno Hoffmeister fonde l'observatoire de Sonneberg et découvre près de 10 000 étoiles variables et cinq astéroïdes. Il est le codécouvreur de la comète C/1959 O1. 
Le cratère Hoffmeister (en), sur la Lune, fut nommé en son honneur. Il en est de même des astéroïdes (1726) Hoffmeister et (4183) Cuno.
L'une de ses étudiantes fut Eva Ahnert-Rohlfs.
| (2183) Neufang   | 26 juillet 1959   |
| (3203) Huth      | 18 septembre 1938 |
| (3674) Erbisbühl | 13 septembre 1963 |
| (4183) Cuno      | 5 juin 1959       |
| (4724) Brocken   | 18 janvier 1961   |

## Sources
- (en) Cet article est partiellement ou en totalité issu de l’article de Wikipédia en anglais intitulé « Cuno Hoffmeister » (voir la liste des auteurs).